# Israelimeria poliakovae
Genre
Espèce
Israelimeria poliakovae, unique représentant du genre Israelimeria, est une espèce de collemboles de la famille des Neanuridae.

## Distribution
Cette espèce est endémique d'Israël.

## Description
La femelle holotype mesure 2,12 mm.

## Étymologie
Cette espèce est nommée en l'honneur de Dina Poliakov.

## Publication originale
- Weiner & Kaprus, 2005 : New genus Israelimeria (Collembola, Neanuridae, Pseudachorutinae) from Israel. Acta Zoologica Cracoviensia, vol. 48B, no 1/2, p. 49-52.